# Monestir d'Agres
El Monestir d'Agres, també anomenat Santuari de la Mare de Déu d'Agres o Santuari de la Verge del Castell és un monestir situat al terme municipal d'Agres (El Comtat, País Valencià).
El 31 d'agost de 1484, la Basílica de Santa Maria d'Alacant es va incendiar i la Verge va desaparèixer, però l'endemà, un pastor va trobar la Mare de Déu dalt d'un lledoner en les ruïnes del castell musulmà d'Agres, al sud de la població en un emplaçament natural entre torrenteres i boscos de frondós arbrat, sobre una elevació del terreny. La Imatge va ser duta a l'església, però l'endemà havia desaparegut i es va trobar al lloc on havia aparegut el dia anterior i es va interpretar que el desig de la Verge era ser venerada en aquell mateix lloc, i es va construir una humil ermita. A finals de 1577 es va autoritzar la fundació del Convent de la Mare de Déu del Castell d'Agres, i l'any següent van començar les obres. Els franciscans el van habitar fins a la segona meitat del segle xix.
El monestir ha estat un important centre de devoció mariana al sud del País Valencià des de finals del segle xv. En ell es troba la imatge trobada de la Mare de Déu del castell d'Agres (imatge realitzada el 1939, ja que l'original va ser destruïda el 1936) amb un retaule de ceràmica valenciana al camarí de la verge i un orgue espectacular amb la imatge de Santa Cecília.
L'edifici forma un gran bloc longitudinal amb petits buits, on destaca la seua pesada fàbrica de maçoneria amb els paraments arrebossats com una paret massissa de gran alçada. La part millor conservada és un recinte tancat que inclou un alberg de pelegrins.
L'església de mida petita es divideix en dues naus paral·leles de quatre trams sense ornamentació. S'arriba a ella des d'una gran escalinata coberta. En un dels extrems de la nau, a la part més allunyada de l'entrada es troba el cambril amb una cúpula sobre petxines.